# Jean Stern
Léon Antoine Jean Stern (Parigi, 19 febbraio 1875 – Parigi, 15 dicembre 1962) è stato uno schermidore francese, vincitore di una medaglia d'oro nella scherma ai giochi olimpici.